# Unione Sportiva Salernitana 1919 2012-2013
Questa voce raccoglie le informazioni riguardanti l'Unione Sportiva Salernitana 1919 nelle competizioni ufficiali della stagione 2012-2013.

## Stagione

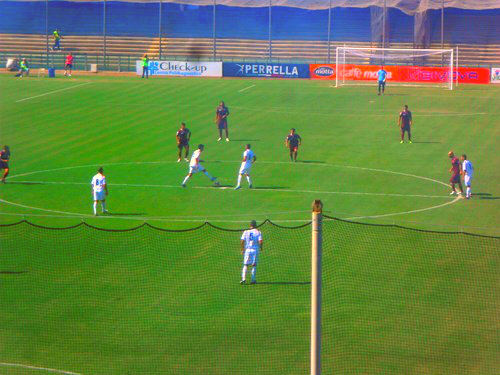
Salernitana-L'Aquila, prima giornata del campionato 2012-2013

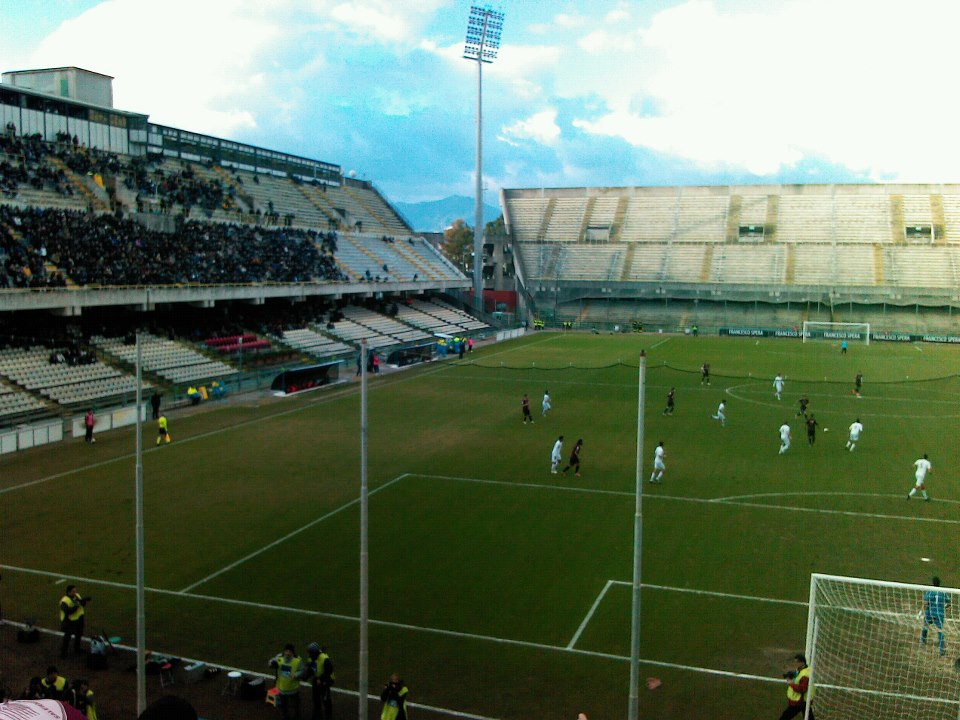
Salernitana-Teramo 3-1, gara che vale ai campani il titolo di Campione d'Inverno

In seguito alla vittoria del girone G di Serie D 2011-2012 del Salerno Calcio, squadra guidata dalla cordata di imprenditori romani Claudio Lotito e Marco Mezzaroma, la città di Salerno ritorna nel professionismo e ritrova i suoi simboli storici: l'intesa raggiunta con la Energy Power, società dell'ex presidente Antonio Lombardi, permette al nuovo sodalizio campano di acquisire l'eredità storico-sportiva della Salernitana, compresi colori (il granata) e i simboli ufficiali (l'ippocampo) della storica società. Gli imprenditori a capo della cordata cambiano nome alla società in Unione Sportiva Salernitana 1919 e il logo diventa quello già adoperato nel 1999 dalla precedente società.
In città arriva un nuovo allenatore, scelto come alfiere del territorio: Giuseppe Galderisi. Il campionato del tecnico di origine salernitana, che pure può contare su di una rosa importante per la categoria, dura solo tre gare: all'esordio, in casa contro L'Aquila, la Salernitana si fa rimontare due gol di vantaggio e, pur in 9 uomini, subisce un clamoroso sorpasso da parte degli ospiti. Alla prima battuta d'arresto, seguono una sonora sconfitta al cospetto del Chieti (4-1) e un pareggio in casa (2-2) nel derby contro l'Aversa Normanna.
Con un solo punto racimolato in tre gare, Galderisi è allontanato e, così, in panchina rientra l'ex Carlo Perrone, allenatore artefice della promozione del Salerno Calcio in Lega Pro. L'esordio del tecnico romano avviene in occasione di un altro derby, stavolta esterno, contro l'Arzanese (2-2), giocato sul neutro di Marano di Napoli; la prima vittoria arriva alla quinta giornata (2-0 contro il Foligno nello stadio di casa).
Intanto, montano le proteste dei tifosi per il costo eccessivo degli abbonamenti (in curva, 130€ dalla sesta giornata); alla vigilia della gara con il Vigor Lamezia, il patron Claudio Lotito dichiara che i tifosi sono liberissimi di non recarsi allo stadio. La polemica rientra almeno in parte grazie alla seconda vittoria consecutiva dei campani, che battono i lametini 1-0 in Calabria, ma il numero di abbonati totali è molto basso, appena 205, per lo scontento della dirigenza. Le polemiche tra tifoseria e società caratterizzano il campionato dei granata: il giorno 14 ottobre, in seguito alla successiva vittoria per 3-1 sul Borgo a Buggiano, Claudio Lotito si reca a parlare ai sostenitori della Curva Sud, ma alcuni tifosi lo insultano, invitandolo ad andarsene. Lo strappo sarà ricucito all'indomani dal Centro Coordinamento Salernitana Club in rappresentanza dell'intera tifoseria.
Il clima elettrico, comunque, non destabilizza la squadra, che intanto ha collezionato 13 punti in 5 partite dal ritorno di Perrone, issandosi al 4º posto in classifica, in occasione della vittoria a Reggio Calabria per 2-0 contro l'Hinterreggio. In quest'occasione, si assiste anche alla nascita di un'amicizia con la tifoseria calabrese, grazie al preesistente gemellaggio storico con la Reggina. La serie procede con altri sette punti, frutto di un pari in extremis (Pontedera) e due vittorie (Campobasso e capolista Aprilia). Grazie a quest'ultimo successo, arrivato in data 11 novembre, i salernitani salgono al terzo posto. Inseguiranno ancora fino al 7 dicembre 2012: in quell'occasione battendo il Martina, la Salernitana scavalca tutte le concorrenti e agguanta il primo posto.
Il 20 gennaio 2013, nel corso di un'accesa partita ad Aversa, il capitano dei granata Francesco Montervino sigla il gol vittoria, ma si produce in un'esultanza polemica contro i tifosi locali, rei di averlo bersagliato con insulti e fischi per tutto il match. Il Giudice Sportivo irroga una squalifica al calciatore tarantino di ben 6 giornate, unitamente a un Daspo di 2 anni. La squalifica è poi ridotta in appello a 3 giornate e il contributo del centrocampista pugliese si rivelerà importante nel finale di campionato, concluso trionfalmente dai granata, che vincono il torneo e ottengono la promozione.
Il successo è bissato in Supercoppa di Lega di Seconda Divisione, primo trofeo ufficiale della storia della Salernitana a livello di prima squadra, ottenuto battendo la Pro Patria 3-0 fuori casa e 2-1 tra le mura amiche.
Due le curiosità della stagione. La prima riguarda il record di Carlo Perrone, primo (e oggi ineguagliato) allenatore della storia granata a ottenere due promozioni consecutive. Il tecnico, peraltro, ringrazierà i tifosi attraverso un messaggio "aereo" portato sopra lo stadio da un velivolo, in occasione della gara vinta 2-1 col Gavorrano.
Il secondo dato statistico di rilievo riguarda la striscia di ben 23 risultati utili consecutivi, risultato che migliora un precedente record di 22, che resisteva dal 1993.

## Divise e sponsor
La maglia 2012-2013 è granata con i numeri dorati, ed è accompagnata da pantaloncini e calzettoni neri. La seconda maglia è bianca con pantaloncini granata, e la terza maglia è a strisce bianco-celesti con pantaloncini bianchi.
Sulle tenute di gioco appaiono i marchi di Givova (sponsor tecnico), Caffè Motta (co-sponsor) e Montedoro (main sponsor).
| 1ª divisa | 2ª divisa | Portiere |

## Organigramma societario
Dal sito ufficiale della società
Area direttiva
- Direttore Organizzativo e Impianti: Giovanni Russo
- Responsabile Amministrazione: Maria Vernieri

Area organizzativa
- Segretario generale: Rodolfo De Rose
- Team manager: Riccardo Ronca
- Responsabile Sicurezza Stadio: Gianluigi Casaburi

Area comunicazione
- Area Comunicazione e Stampa: Universal Production
- Ufficio stampa: Gianluca Lambiase

Area tecnica
- Direttore sportivo: Massimo Mariotto
- Allenatore: Giuseppe Galderisi, dal 20 settembre 2012 Carlo Perrone
- Allenatore in seconda: Daniele Cavalletto, dal 20 settembre 2012 Tommaso Grilli
- Preparatore portieri: Luigi Genovese
- Preparatore Atletico: Nazzareno Salvatori, dal 20 settembre 2012 Sandro Fantoni
- Collaboratore Parte Atletica: Gianluca Angelicchio
- Magazziniere: Gerardo Salvucci

Area sanitaria
- Responsabile Area Medica: Italo Leo
- Fisioterapista: Giuseppe Magliano
- Fisioterapista: Michele Santangelo

## Rosa
Rosa aggiornata al 30 giugno 2013
| N. |                    | Ruolo | Calciatore              |
| -- | ------------------ | ----- | ----------------------- |
|    | Italia (bandiera)  | P     | Gioacchino Cavaliere    |
|    | Italia (bandiera)  | P     | Ivan Dazzi              |
|    | Italia (bandiera)  | P     | Roberto Garino          |
|    | Italia (bandiera)  | P     | Antony Iannarilli       |
|    | Nigeria (bandiera) | D     | Seyi Adeleke            |
|    | Italia (bandiera)  | D     | Donato Capozzoli        |
|    | Italia (bandiera)  | D     | Christian Chirieletti   |
|    | Italia (bandiera)  | D     | Alessio Cristiano Rossi |
|    | Italia (bandiera)  | D     | David Giubilato         |
|    | Italia (bandiera)  | D     | Alessio Luciani         |
|    | Italia (bandiera)  | D     | Morris Molinari         |
|    | Italia (bandiera)  | D     | Simone Piva             |
|    | Italia (bandiera)  | D     | Giuseppe Rinaldi        |
|    | Italia (bandiera)  | D     | Luigi Silvestri         |
|    | Italia (bandiera)  | D     | Alessandro Tuia         |

| N. |                         | Ruolo | Calciatore                      |
| -- | ----------------------- | ----- | ------------------------------- |
|    | Italia (bandiera)       | C     | Giuseppe Capua                  |
|    | Italia (bandiera)       | C     | Marco Lanni                     |
|    | Italia (bandiera)       | C     | Manuel Mancini                  |
|    | Italia (bandiera)       | C     | Francesco Montervino (capitano) |
|    | Italia (bandiera)       | C     | Riccardo Perpetuini             |
|    | Italia (bandiera)       | C     | Manuel Ricci                    |
|    | Italia (bandiera)       | C     | Enrico Zampa                    |
|    | Burkina Faso (bandiera) | A     | Salam Dené                      |
|    | Brasile (bandiera)      | A     | Gustavo Di Mauro Vagenin        |
|    | Nigeria (bandiera)      | A     | Sani Emmanuel                   |
|    | Italia (bandiera)       | A     | Ciro Ginestra                   |
|    | Italia (bandiera)       | A     | Matteo Guazzo                   |
|    | Francia (bandiera)      | A     | David Mounard                   |
|    | Grecia (bandiera)       | A     | Thanasis Topouzis               |
|    | Italia (bandiera)       | A     | Diego Vettraino                 |

## Calciomercato
La società, alla fine della stagione 2011-2012, svincola la maggior parte dei giocatori in rosa trattenedo solamente Iannarilli, Chirieletti, Lanni, Montervino, Mounard e Gustavo.
In seguito la società ingaggerà molti giocatori dalle giovanili della Lazio: Luciani, Tuia, Capua, Perpetuini, Ricci, Zampa, Dené, Emmanuel.
Dopo l'esonero di Galderisi, la società richiama David Giubilato ingaggiandolo nuovamente per la stagione 2012-2013 dopo averlo svincolato a fine della stagione 2011-2012

### Sessione estiva(dal 01/07 al 12/09)
A fine stagione la Salernitana non ha rinnovato il contratto alla maggior parte dei giocatori dell'ex Salerno calcio
| Acquisti | Acquisti                | Acquisti       | Acquisti          |
| R.       | Nome                    | da             | Modalità          |
| -------- | ----------------------- | -------------- | ----------------- |
| P        | Roberto Garino          | Vallée d'Aoste |                   |
| D        | Seyi Adeleke            | Lazio          | prestito          |
| D        | Alessio Cristiano Rossi | Varese         | compartecipazione |
| D        | Alessio Luciani         | Lazio          | compartecipazione |
| D        | Morris Molinari         | Juve Stabia    | svincolato        |
| D        | Giuseppe Rinaldi        | Fondi          |                   |
| D        | Luigi Silvestri         | Palermo        |                   |
| D        | Alessandro Tuia         | Lazio          | compartecipazione |
| C        | Giuseppe Capua          | Lazio          | compartecipazione |
| C        | Manuel Mancini          | Verona         | prestito          |
| C        | Riccardo Perpetuini     | Lazio          | compartecipazione |
| C        | Manuel Ricci            | Lazio          | prestito          |
| C        | Enrico Zampa            | Lazio          | compartecipazione |
| A        | Salam Dené              | Lazio          | compartecipazione |
| A        | Sani Emmanuel           | Lazio          | prestito          |
| A        | Ciro Ginestra           | Sorrento       | acquisto          |
| A        | Matteo Guazzo           | Taranto        |                   |
| A        | Diego Vettraino         | Siena          | prestito          |
| A        | Thanasis Topouzis       | Aris Salonicco |                   |

| Cessioni | Cessioni                     | Cessioni        | Cessioni      |
| R.       | Nome                         | a               | Modalità      |
| -------- | ---------------------------- | --------------- | ------------- |
| P        | Gianraffaele Sestito         | Brescia         | fine prestito |
| D        | Davide Avagliano             | Aversa Normanna | svincolato    |
| D        | Simone Calori                |                 | svincolato    |
| D        | David Giubilato              | -               | svincolato    |
| D        | Agostino Alessandro Chiavaro | Messina         | svincolato    |
| D        | Giovanni Puglisi             | Vicenza         | fine prestito |
| D        | Alberto Maglione             | Catania         | fine prestito |
| C        | Attilio Nicodemo             |                 | ???           |
| C        | Daniele Proia                |                 | ???           |
| C        | Andrea Piciollo              | Civitavecchia   | ???           |
| C        | Sante Giacinti               | Frosinone       | fine prestito |
| C        | Stefano Ramiccia             |                 | ???           |
| C        | Valentino Sbaccanti          |                 | ???           |
| A        | Massimiliano Caputo          | Matera          | svincolato    |
| A        | Ciro De Cesare               |                 | svincolato    |
| A        | Adriano Barbarisi            |                 | ???           |
| A        | Enrico Polani                |                 | ???           |
| A        | Raffaele Biancolino          | Avellino        | svincolato    |

### Sessione invernale(dal 03/01 al 31/01)
| Acquisti | Acquisti | Acquisti | Acquisti |
| R.       | Nome     | a        | Modalità |
| -------- | -------- | -------- | -------- |

| Cessioni | Cessioni             | Cessioni   | Cessioni |
| R.       | Nome                 | a          | Modalità |
| -------- | -------------------- | ---------- | -------- |
| D        | Donato Capozzoli     | Agropoli   | prestito |
| A        | Raffaele Santaniello | Agropoli   | prestito |
| D        | Luigi Silvestri      | Campobasso | prestito |
| A        | Sani Emmanuel        | Lazio      | -        |

### Operazioni esterne alle sessioni
| Acquisti | Acquisti             | Acquisti | Acquisti   |
| R.       | Nome                 | a        | Modalità   |
| -------- | -------------------- | -------- | ---------- |
| P        | Gioacchino Cavaliere |          | svincolato |
| P        | Ivan Dazzi           |          | svincolato |
| D        | Simone Piva          |          | svincolato |
| D        | David Giubilato      |          | svincolato |

| Cessioni | Cessioni | Cessioni | Cessioni |
| R.       | Nome     | a        | Modalità |
| -------- | -------- | -------- | -------- |

## Risultati

### Lega Pro Seconda Divisione

#### Girone di andata
| Arbitro: | Martinelli (Roma) |

|                         |           |                                                 |
| Gustavo 5’ Ginestra 41’ | Marcatori | 69’ (rig.) U. Improta 79’ Pomante 89’ Infantino |

| Arbitro: | Benassi (Bologna) |

|                                                |           |              |
| De Sousa 28’, 31’ Del Pinto 82’ Alessandro 86’ | Marcatori | 46’ Ginestra |

| Arbitro: | Intagliata (Siracusa) |

|                           |           |                                    |
| Ginestra 31’ Topouzis 89’ | Marcatori | 50’ (rig.) Scalzone 66’ Guarracino |

| Arbitro: | Brasi (Seregno) |

|                            |           |                           |
| Sandomenico 18’ Riccio 74’ | Marcatori | 78’ Montervino 86’ Guazzo |

| Arbitro: | Baroni (Firenze) |

|                   |           |  |
| Ginestra 10’, 35’ | Marcatori |  |

| Arbitro: | Merlino (Udine) |

|  |           |             |
|  | Marcatori | 15’ Gustavo |

| Arbitro: | Tardino (Milano) |

|                                               |           |                    |
| Perpetuini 18’ Molinari 60’ Guazzo 81’ (rig.) | Marcatori | 3’ (rig.) D'Antoni |

| Arbitro: | Bellotti (Verona) |

|  |           |                            |
|  | Marcatori | 43’ Gustavo 73’ M. Mancini |

| Arbitro: | Bietolini (Firenze) |

|                             |           |  |
| Molinari 22’ Montervino 29’ | Marcatori |  |

| Arbitro: | Pezzuto (Lecce) |

|                    |           |                          |
| Arrighini 18’, 55’ | Marcatori | 49’ Ginestra 90’ Rinaldi |

| Arbitro: | Giovani (Grosseto) |

|                                                |           |  |
| Ginestra 6’ (rig.) Guazzo 12’ Perpetuini 90+6’ | Marcatori |  |

| Melfi 18 novembre 2012, ore 14:30 UTC+1 12ª giornata | Melfi          | 0 – 0 referto | Salernitana | Stadio Arturo Valerio (2.500 spett.)\| Arbitro: \| Bruno (Torino) \| |
| Arbitro:                                             | Bruno (Torino) |               |             |                                                                      |

| Arbitro: | Soricaro (Barletta) |

|                                         |           |                         |
| Perpetuini 30’ Guazzo 45+1’ Gustavo 64’ | Marcatori | 84’, 87’ (rig.) Guidone |

| Arbitro: | Bindoni (Venezia) |

|          |           |                              |
| Pera 27’ | Marcatori | 1’ Ginestra 45+4’ M. Mancini |

| Arbitro: | Rapuano (Rimini) |

|            |           |  |
| Guazzo 23’ | Marcatori |  |

| Arbitro: | Dei Giudici (Latina) |

|                           |           |                                        |
| Della Latta 73’ Gurna 78’ | Marcatori | 34’ Guazzo 51’ Perpetuini 80’ Ginestra |

| Arbitro: | Aversano (Treviso) |

|                                     |           |               |
| Ginestra 13’, 41’ (rig.) Guazzo 21’ | Marcatori | 63’ A. Bucchi |

#### Girone di ritorno
| Arbitro: | Intagliata (Siracusa) |

|  |           |                         |
|  | Marcatori | 42’ Guazzo 89’ Ginestra |

| Arbitro: | Bellotti (Verona) |

|                            |           |                   |
| Guazzo 8’, 67’ Gustavo 33’ | Marcatori | 55’ J. Alessandro |

| Arbitro: | Mangialardi (Pistoia) |

|  |           |                |
|  | Marcatori | 39’ Montervino |

| Salerno 27 gennaio 2013, ore 14:30 UTC+1 21ª giornata | Salernitana       | 0 – 0 referto | Arzanese | Stadio Arechi (4.688 spett.)\| Arbitro: \| Oliveri (Palermo) \| |
| Arbitro:                                              | Oliveri (Palermo) |               |          |                                                                 |

| Arbitro: | Lanza (Nichelino) |

|  |           |             |
|  | Marcatori | 21’ Mounard |

| Arbitro: | Piscopo (Imperia) |

|                      |           |  |
| Guazzo 45’, 80’, 87’ | Marcatori |  |

| Buggiano 24 febbraio 2013, ore 14:30 UTC+1 24ª giornata | Borgo a Buggiano  | 0 – 0 referto | Salernitana | Stadio Porta Elisa (500 spett.)\| Arbitro: \| Ghersini (Genova) \| |
| Arbitro:                                                | Ghersini (Genova) |               |             |                                                                    |

| Arbitro: | Caso (Verona) |

|              |           |          |
| Ginestra 35’ | Marcatori | 10’ Kras |

| Arbitro: | Ros (Pordenone) |

|             |           |  |
| Minadeo 82’ | Marcatori |  |

| Arbitro: | Benassi (Bologna) |

|              |           |             |
| Ginestra 32’ | Marcatori | 89’ Di Noia |

| Arbitro: | Illuzzi (Molfetta) |

|                |           |            |
| N. Ferrari 67’ | Marcatori | 41’ Guazzo |

| Arbitro: | Paolini (Ascoli Piceno) |

|                  |           |           |
| Mounard 41’, 49’ | Marcatori | 29’ Croce |

| Arbitro: | Di Martino (Teramo) |

|            |           |                                                             |
| Romano 75’ | Marcatori | 9’, 19’ Ginestra 62’ Molinari 68’ Guazzo 86’ (aut.) Marotta |

| Arbitro: | Serra (Torino) |

|              |           |            |
| Ginestra 83’ | Marcatori | 7’ Miniati |

| Arbitro: | Piccinini (Forlì) |

|  |           |           |
|  | Marcatori | 41’ Capua |

| Arbitro: | Intagliata (Siracusa) |

|                         |           |             |
| Luciani 30’ Gustavo 36’ | Marcatori | 49’ Carraro |

| Arbitro: | Guccini (Albano Laziale) |

|                                                       |           |               |
| Foglia 45’ A. Bucchi 57’, 66’ (rig.) De Stefano 90+3’ | Marcatori | 38’ Vettraino |

### Coppa Italia Lega Pro

#### Fase a gironi
| Arbitro: | Amoroso (Paola) |

|             |           |  |
| Mounard 66’ | Marcatori |  |

| Arbitro: | Sacchi (Macerata) |

|                               |           |                 |
| De Lucia 43’ Mangiacasale 80’ | Marcatori | 90+1’ Capozzoli |

### Supercoppa di Seconda Divisione
| Arbitro: | Oliveri (Palermo) |

|  |           |                             |
|  | Marcatori | 29’, 71’ Guazzo 55’ Gustavo |

| Arbitro: | Albertini (ascoli Piceno) |

|                |           |            |
| Guazzo 4’, 11’ | Marcatori | 24’ Falomi |

## Statistiche
Statistiche aggiornate per tutte le gare della stagione.

### Statistiche di squadra
| Competizione                            | Punti | In casa | In casa | In casa | In casa | In casa | In casa | In trasferta | In trasferta | In trasferta | In trasferta | In trasferta | In trasferta | Totale | Totale | Totale | Totale | Totale | Totale | DR  |
| Competizione                            | Punti | G       | V       | N       | P       | Gf      | Gs      | G            | V            | N            | P            | Gf           | Gs           | G      | V      | N      | P      | Gf     | Gs     | DR  |
| --------------------------------------- | ----- | ------- | ------- | ------- | ------- | ------- | ------- | ------------ | ------------ | ------------ | ------------ | ------------ | ------------ | ------ | ------ | ------ | ------ | ------ | ------ | --- |
| Lega Pro Seconda Divisione              | 70    | 17      | 11      | 5       | 1       | 34      | 15      | 17           | 9            | 5            | 3            | 25           | 18           | 34     | 20     | 10     | 4      | 59     | 33     | +26 |
| Coppa Italia Lega Pro                   | -     | 1       | 1       | 0       | 0       | 1       | 0       | 1            | 0            | 0            | 1            | 1            | 2            | 2      | 1      | 0      | 1      | 2      | 2      | 0   |
| Supercoppa di Lega di Seconda Divisione | -     | 1       | 1       | 0       | 0       | 2       | 1       | 1            | 1            | 0            | 0            | 3            | 0            | 2      | 2      | 0      | 0      | 5      | 1      | +4  |
| Totale                                  | 70    | 19      | 13      | 5       | 1       | 37      | 16      | 19           | 10           | 5            | 4            | 29           | 20           | 38     | 23     | 10     | 5      | 66     | 36     | +30 |

### Andamento in campionato
| Giornata  | 1  | 2  | 3  | 4  | 5  | 6 | 7 | 8 | 9 | 10 | 11 | 12 | 13 | 14 | 15 | 16 | 17 | 18 | 19 | 20 | 21 | 22 | 23 | 24 | 25 | 26 | 27 | 28 | 29 | 30 | 31 | 32 | 33 | 34 |
| --------- | -- | -- | -- | -- | -- | - | - | - | - | -- | -- | -- | -- | -- | -- | -- | -- | -- | -- | -- | -- | -- | -- | -- | -- | -- | -- | -- | -- | -- | -- | -- | -- | -- |
| Luogo     | C  | T  | C  | T  | C  | T | C | T | C | T  | C  | T  | C  | T  | C  | T  | C  | T  | C  | T  | C  | T  | C  | T  | C  | T  | C  | T  | C  | T  | C  | T  | C  | T  |
| Risultato | P  | P  | N  | N  | V  | V | V | V | V | N  | V  | N  | V  | V  | V  | V  | V  | V  | V  | V  | N  | V  | V  | N  | N  | P  | N  | N  | V  | V  | N  | V  | V  | P  |
| Posizione | 17 | 18 | 18 | 18 | 11 | 7 | 7 | 4 | 4 | 3  | 3  | 4  | 3  | 2  | 1  | 1  | 1  | 1  | 1  | 1  | 1  | 1  | 1  | 1  | 1  | 1  | 1  | 1  | 1  | 1  | 1  | 1  | 1  | 1  |

Fonte:  DIVISIONE 2 GIRONE B STATISTICA, su lega-pro.com.
Legenda:

Luogo: C = Casa; T = Trasferta. Risultato: V = Vittoria; N = Pareggio; P = Sconfitta.

### Statistiche dei giocatori
Sono in corsivo i calciatori che hanno lasciato la società a stagione in corso.
| Giocatore      | Lega Pro Seconda Divisione | Lega Pro Seconda Divisione | Lega Pro Seconda Divisione | Lega Pro Seconda Divisione | Coppa Italia Lega Pro | Coppa Italia Lega Pro | Coppa Italia Lega Pro | Coppa Italia Lega Pro | Supercoppa di Lega di Seconda Divisione | Supercoppa di Lega di Seconda Divisione | Supercoppa di Lega di Seconda Divisione | Supercoppa di Lega di Seconda Divisione | Totale   | Totale | Totale      | Totale     |
| Giocatore      | Presenze                   | Reti                       | Ammonizioni                | Espulsioni                 | Presenze              | Reti                  | Ammonizioni           | Espulsioni            | Presenze                                | Reti                                    | Ammonizioni                             | Espulsioni                              | Presenze | Reti   | Ammonizioni | Espulsioni |
| -------------- | -------------------------- | -------------------------- | -------------------------- | -------------------------- | --------------------- | --------------------- | --------------------- | --------------------- | --------------------------------------- | --------------------------------------- | --------------------------------------- | --------------------------------------- | -------- | ------ | ----------- | ---------- |
| A. Iannarilli  | 26                         | -26                        | 1                          | 0                          | 0                     | 0                     | 0                     | 0                     | 0                                       | 0                                       | 0                                       | 0                                       | 26       | -26    | 1           | 0          |
| R. Garino      | 0                          | 0                          | 0                          | 0                          | 1                     | -2                    | 0                     | 0                     | 1                                       | 0                                       | 0                                       | 0                                       | 2        | -2     | 0           | 0          |
| I. Dazzi       | 8                          | -6                         | 0                          | 0                          | 0                     | 0                     | 0                     | 0                     | 2                                       | -1                                      | 0                                       | 0                                       | 10       | -7     | 0           | 0          |
| S. Adeleke     | 5                          | 0                          | 1                          | 0                          | 1                     | 0                     | 0                     | 0                     | 2                                       | 0                                       | 1                                       | 0                                       | 8        | 0      | 2           | 0          |
| D. Capozzoli   | 0                          | 0                          | 0                          | 0                          | 1                     | 1                     | 0                     | 0                     | 0                                       | 0                                       | 0                                       | 0                                       | 1        | 1      | 0           | 0          |
| C. Chirieletti | 14                         | 0                          | 0                          | 0                          | 2                     | 0                     | 0                     | 0                     | 0                                       | 0                                       | 0                                       | 0                                       | 16       | 0      | 0           | 0          |
| A. C. Rossi    | 11                         | 0                          | 1                          | 0                          | 1                     | 0                     | 0                     | 0                     | 0                                       | 0                                       | 0                                       | 0                                       | 12       | 0      | 1           | 0          |
| D. Giubilato   | 7                          | 0                          | 1                          | 0                          | 0                     | 0                     | 0                     | 0                     | 0                                       | 0                                       | 0                                       | 0                                       | 7        | 0      | 1           | 0          |
| A. Luciani     | 24                         | 1                          | 3                          | 0                          | 2                     | 0                     | 0                     | 0                     | 2                                       | 0                                       | 0                                       | 0                                       | 28       | 1      | 3           | 0          |
| M. Molinari    | 29                         | 3                          | 2                          | 1                          | 0                     | 0                     | 0                     | 0                     | 2                                       | 0                                       | 0                                       | 0                                       | 31       | 3      | 2           | 1          |
| S. Piva        | 20                         | 0                          | 4                          | 0                          | 0                     | 0                     | 0                     | 0                     | 2                                       | 0                                       | 0                                       | 0                                       | 22       | 0      | 4           | 0          |
| G. Rinaldi     | 22                         | 1                          | 13                         | 2                          | 1                     | 0                     | 1                     | 0                     | 2                                       | 0                                       | 0                                       | 0                                       | 25       | 1      | 14          | 2          |
| L. Silvestri   | 2                          | 0                          | 0                          | 0                          | 1                     | 0                     | 1                     | 0                     | 0                                       | 0                                       | 0                                       | 0                                       | 3        | 0      | 1           | 0          |
| A. Tuia        | 23                         | 0                          | 7                          | 2                          | 1                     | 0                     | 0                     | 0                     | 0                                       | 0                                       | 0                                       | 0                                       | 24       | 0      | 7           | 2          |
| G. Capua       | 21                         | 1                          | 3                          | 0                          | 0                     | 0                     | 0                     | 0                     | 1                                       | 0                                       | 0                                       | 0                                       | 22       | 1      | 3           | 0          |
| M. Lanni       | 5                          | 0                          | 0                          | 0                          | 1                     | 0                     | 0                     | 0                     | 0                                       | 0                                       | 0                                       | 0                                       | 6        | 0      | 0           | 0          |
| M. Mancini     | 30                         | 2                          | 4                          | 0                          | 0                     | 0                     | 0                     | 0                     | 2                                       | 0                                       | 0                                       | 0                                       | 32       | 2      | 4           | 0          |
| F. Montervino  | 22                         | 3                          | 9                          | 2                          | 1                     | 0                     | 0                     | 0                     | 2                                       | 0                                       | 1                                       | 0                                       | 25       | 3      | 10          | 2          |
| R. Perpetuini  | 26                         | 3                          | 6                          | 0                          | 2                     | 0                     | 0                     | 0                     | 2                                       | 0                                       | 0                                       | 0                                       | 30       | 3      | 6           | 0          |
| M. Ricci       | 15                         | 0                          | 1                          | 0                          | 0                     | 0                     | 0                     | 0                     | 1                                       | 0                                       | 0                                       | 0                                       | 16       | 0      | 1           | 0          |
| E. Zampa       | 20                         | 0                          | 2                          | 1                          | 1                     | 0                     | 1                     | 0                     | 1                                       | 0                                       | 0                                       | 0                                       | 22       | 0      | 3           | 1          |
| S. Dené        | 0                          | 0                          | 0                          | 0                          | 0                     | 0                     | 0                     | 0                     | 0                                       | 0                                       | 0                                       | 0                                       | 0        | 0      | 0           | 0          |
| Gustavo        | 24                         | 6                          | 2                          | 0                          | 2                     | 0                     | 0                     | 0                     | 2                                       | 1                                       | 0                                       | 0                                       | 28       | 7      | 2           | 0          |
| S. Emmanuel    | 1                          | 0                          | 0                          | 0                          | 0                     | 0                     | 0                     | 0                     | 0                                       | 0                                       | 0                                       | 0                                       | 1        | 0      | 0           | 0          |
| C. Ginestra    | 25                         | 17                         | 4                          | 0                          | 1                     | 0                     | 0                     | 0                     | 0                                       | 0                                       | 0                                       | 0                                       | 26       | 17     | 4           | 0          |
| M. Guazzo      | 27                         | 15                         | 5                          | 0                          | 2                     | 0                     | 0                     | 0                     | 2                                       | 4                                       | 0                                       | 0                                       | 31       | 19     | 5           | 0          |
| D. Mounard     | 14                         | 2                          | 1                          | 0                          | 1                     | 1                     | 0                     | 0                     | 0                                       | 0                                       | 0                                       | 0                                       | 15       | 3      | 1           | 0          |
| T. Topouzis    | 8                          | 1                          | 1                          | 0                          | 0                     | 0                     | 0                     | 0                     | 1                                       | 0                                       | 0                                       | 0                                       | 9        | 1      | 1           | 0          |
| D. Vettraino   | 9                          | 1                          | 0                          | 0                          | 0                     | 0                     | 0                     | 0                     | 0                                       | 0                                       | 0                                       | 0                                       | 9        | 1      | 0           | 0          |

## Giovanili

### Organigramma societario
Area direttiva
Dal sito internet ufficiale della società
- Responsabile: Antonio Ruggiero
- Collaboratore tecnico e Responsabile Scouting: Angelo Belmonte
- Responsabile Preparatore dei portieri: Alessandro Nigro
- Segretario settore giovanile: Christian Noschese

Staff Tecnico Berretti
Dal sito internet ufficiale della società
- Allenatore: Emanuele Ferraro
- Dirigente: Nicola Maiorino
- Preparatore Atletico: Gianluca Angelicchio
- Preparatore Portieri: Marco Loffredo

Staff Tecnico Allievi Nazionali
Dal sito internet ufficiale della società
- Allenatore: Nino Belmonte
- Dirigente: Nicola Gargano
- Preparatore Portieri: Pierdavide Panariello

Staff Tecnico Allievi Regionali
Dal sito internet ufficiale della società
- Allenatore: Mario Vigorito
- Dirigente: Carmine Perrella
- Preparatore Atletico: Alessandro Coppola
- Collaboratore Tecnico: Gianluca Ronca

Staff Tecnico Giovanissimi
Dal sito internet ufficiale della società
- Allenatore: Pietro De Bonis
- Dirigente: Vincenzo De Crescenzo
- Preparatore Portieri: Pierdavide Panariello
- Preparatore Atletico: Antonio Bartiromo

Staff Sanitario
- Medico sociale Berretti e Allievi Nazionali: Dott. Pietro De Luca[37]
- Medico Sociale Allievi Regionali e Giovanissimi: Dott. Mario De Laurentis[39]

### Piazzamenti
- Berretti: 11º nel Girone E[41][42]
- Allievi nazionali: 1º nel Girone G[42][43]
- Allievi regionali: 5º nel Girone G[42][44]
- Giovanissimi nazionali: 6º nel Girone H[45][46]